# Basílica de Santo Isidoro

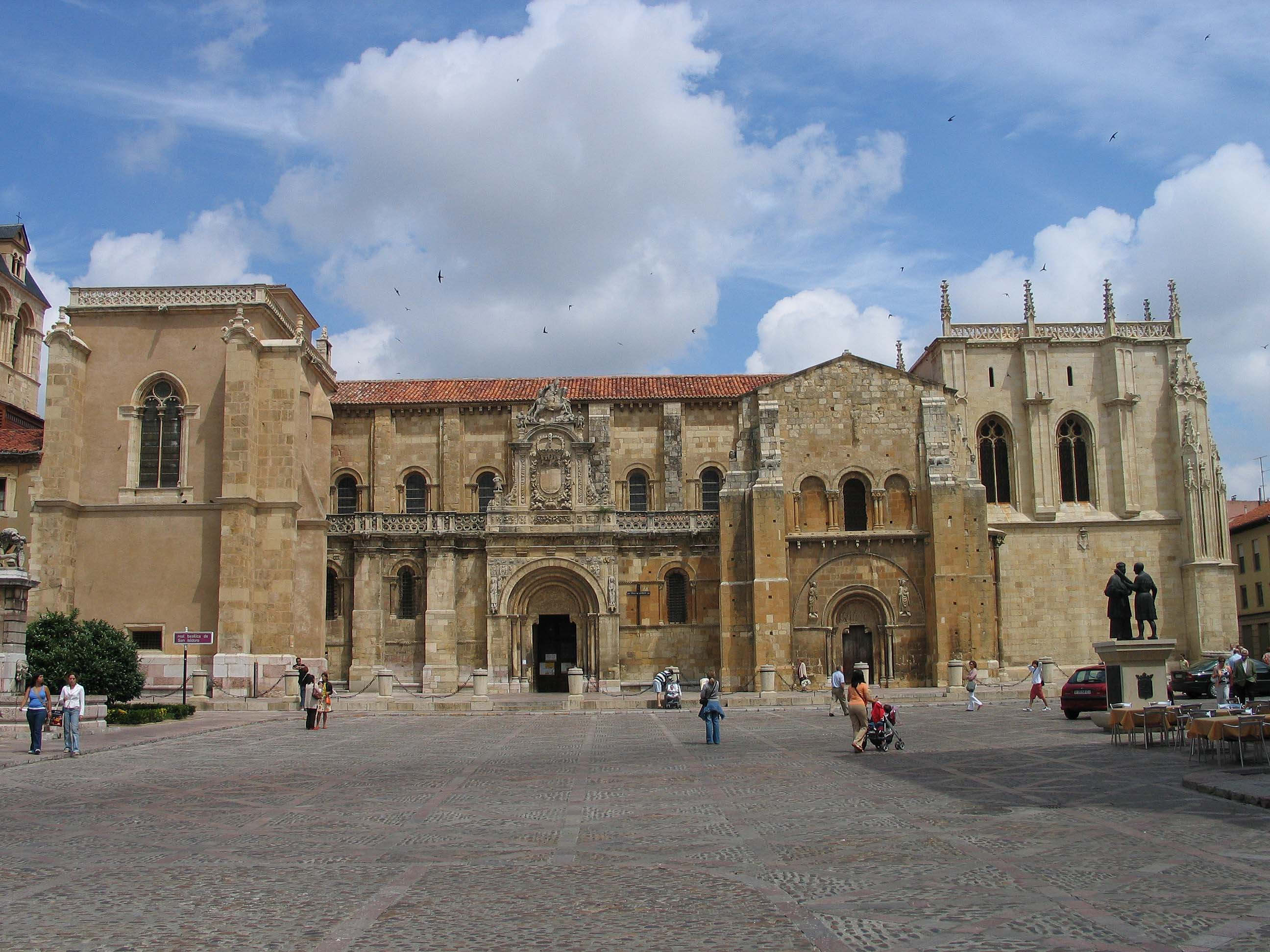
Basílica de Santo Isidoro, em Leão, na Espanha.

A Basílica de Santo Isidoro, chamada informalmente de Santo Isidoro de Leão (em espanhol San Isidoro de Leon, oficialmente Real Colegiata Basílica de San Isidoro) é um templo católico localizado na cidade de Leão, na Espanha.
É um dos conjuntos arquitetônicos de estilo românico mais destacados da Espanha. Foi construído durante os séculos XI e XII.
Originariamente, era um mosteiro dedicado a São João Batista, ainda que se suponha que anteriormente se assentava em seu solo um templo romano. Com a morte de São Isidoro, bispo de Sevilha, e com o traslado de seus restos mortais para Leão, foi feita a troca no nome do templo.
O conjunto é considerado o mais completo da Espanha, e alguns acreditam que ele seja o mais completo do ocidente. Apresenta estilo românico em sua maior parte, com alguns detalhes em estilo gótico e renascentista.

## História
A igreja original foi construída no período pré-árabe, sobre as ruínas de um templo dedicado ao deus romano Mercúrio. No século X, os reis de Leão estabeleceram uma comunidade de freiras beneditinas no local.
Com a conquista da região por Almançor, que durou de 938 a 1002, esta primeira igreja foi destruída e a área ao seu redor, devastada. Leão foi repovoada, e uma nova igreja um novo mosteiro foram estabelecidos no século XI por Afonso V de Leão.
A filha de Afonso, a infanta Sancha de Leão, casou-se com o conde de Castela, Fernando de Leão, e estabeleceram a sua corte em Leão. A igreja também se beneficiou de sua posição geográfica, na famosa rota de peregrinação a Santiago de Compostela. Escultores, mestres canteiros e artistas de toda a Europa vieram trabalhar no novo mosteiro que estava sendo construído.
A rainha Sancha escolheu o novo mosteiro como sítio da capela funeral real. Hoje em dia, onze reis, diversas rainhas e muitos nobres jazem, enterrados sob as abóbadas policromáticas do "panteão real" medieval. Em 1063, as relíquias de Santo Isidoro foram transferidas para a capela, e se estabelece na igreja colegiada uma comunidade masculina, regida pela regra de Santo Agostinho, comunidade que até hoje ainda sobrevive. 

## Arquitetura

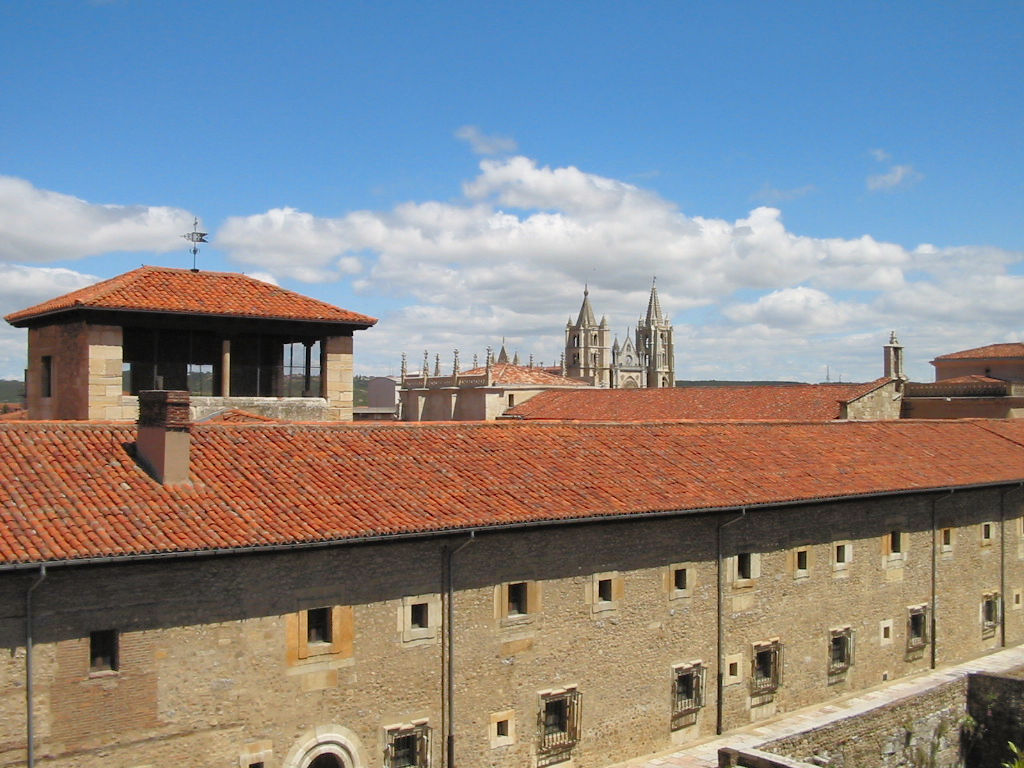
Igreja colegiada de Santo Isidoro e catedral.

No conjunto histórico da basílica podem ser encontradas amostras de diversos períodos da história da arte. A abside e o transepto do edifício estão no estilo gótico, enquanto outras partes do edifício datam dos períodos românico e renascentista.
O estilo românico chegou ao seu esplendor no Panteão dos Reis (Panteón de los Reyes); a capela funerária dos reis de Castela e Leão, é um dos mais destacados exemplos ainda existentes da arte românica em toda a região de Castela. Suas colunas são coroadas por raros capitéis visigóticos, decorados com motivos florais ou históricos. Os murais, pintados no século XII, estão em excelente estado de conservação, e consistem de diversos temas do Novo Testamento, juntamente com cenas da vida rural contemporânea.
A igreja em si possui uma planta em forma de cruz latina, com três naves, na qual também se pode apreciar a sobriedade do românico leonês, e em suas portas se veem exemplos da obra escultórica da época. Amostras do estilo gótico podem ser vistas na capela maior, e em diversos murais.
O tímpano ricamente entalhado da Puerta del Cordero ("Porta do Cordeiro") é um dos destaques da basílica; criado antes de 1100, este tímpano românico retrata o sacrifício de Isaac por seu pai, Abraão.

## Galeria de imagens

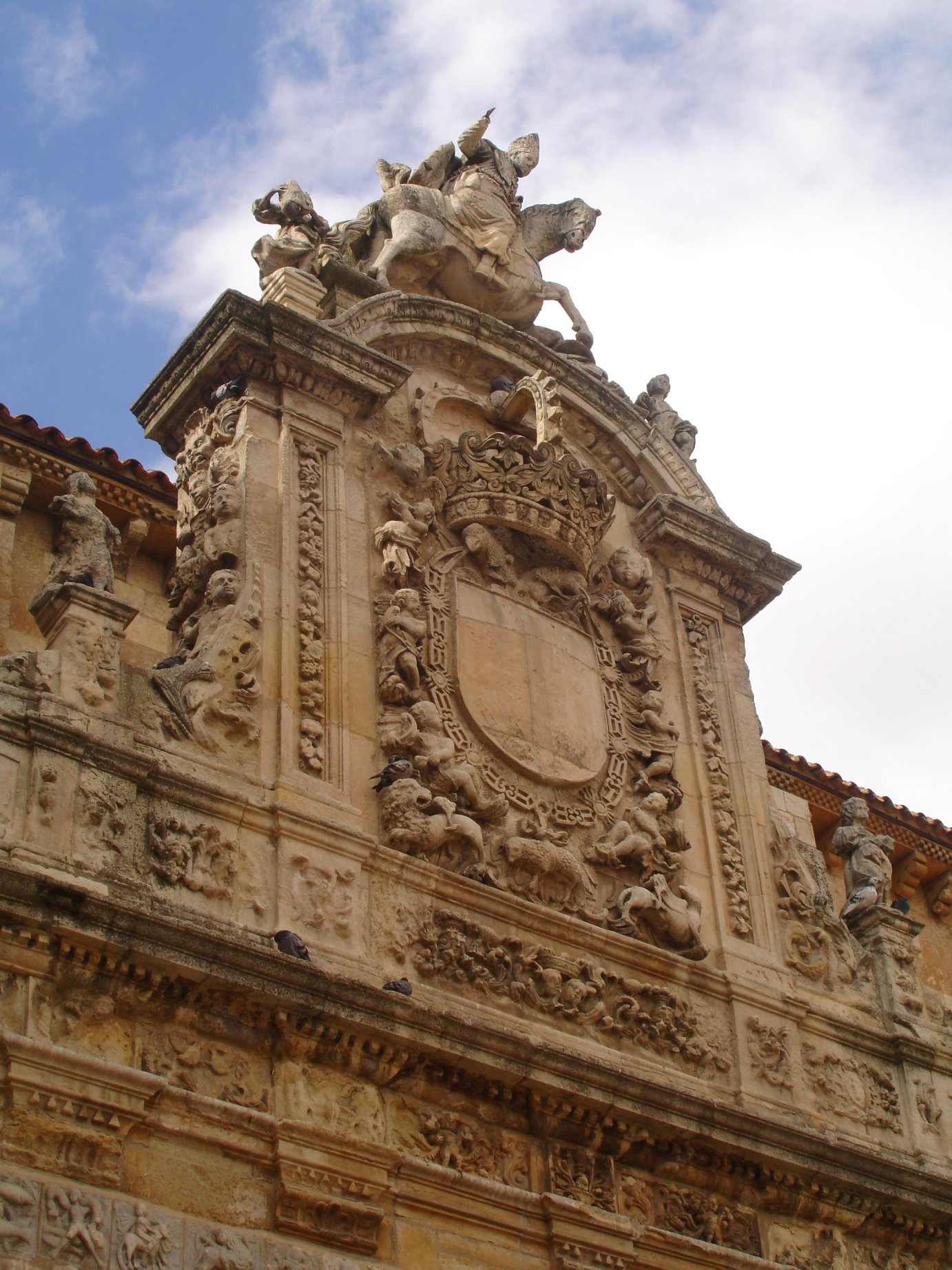
Detalhe da entrada principal da Real Basílica de Santo Isidoro
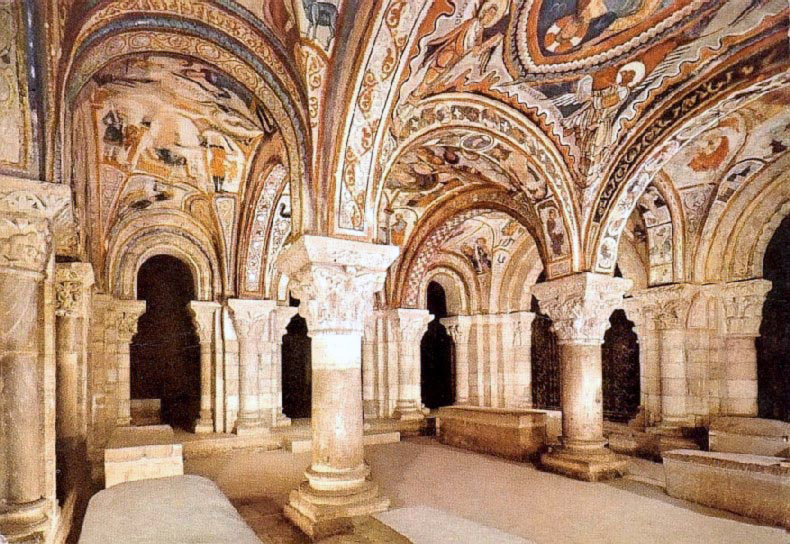
O Panteão Real
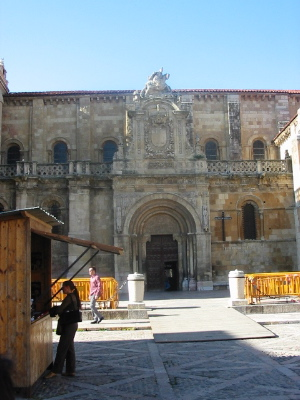
Detalhe da entrada principal da basílica
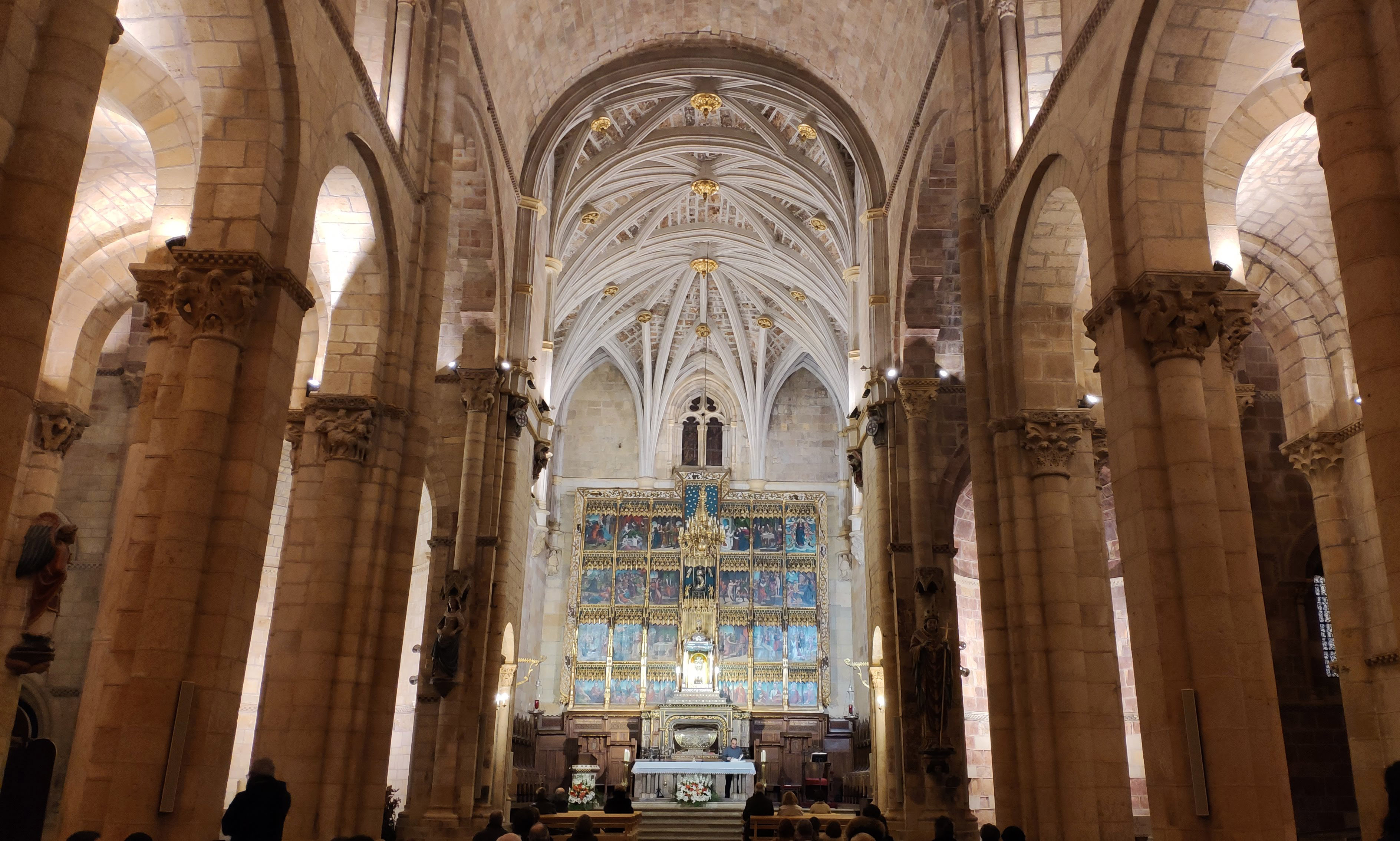
Interior da Real Basílica de Santo Isidoro